# Thalassocaris
Thalassocaris is een geslacht van kreeftachtigen uit de klasse van de Malacostraca (hogere kreeftachtigen).

## Soorten
- Thalassocaris crinita (Dana, 1852)
- Thalassocaris lucida (Dana, 1852)
- Thalassocaris obscura Gopala Menon & Williamson, 1971